# Coppa CEV (femminile)
La Coppa CEV è, in ordine di importanza, la seconda competizione europea di pallavolo per club. L'attuale torneo non deve essere confuso con la Coppa CEV che si disputò fino al 2007, essendo essa la terza manifestazione in ordine d'importanza.
Il secondo trofeo continentale prese il via nel 1972 con il nome di Coppa delle Coppe, denominazione che mantenne fino al 2000; da allora, e fino al 2007, il trofeo si chiamò Top Teams Cup. La riforma delle manifestazioni internazionali avvenuta ad aprile del 2007 rinominò questa competizione in Coppa CEV. Il trofeo precedentemente chiamato Coppa CEV ha assunto ora la denominazione di Challenge Cup.

## Albo d'oro
| Edizione                                                        | Edizione               | Podio               | Podio             | Podio             |
| Anno                                                            | Sede della finale      | Campione            | Seconda           | Terza             |
| --------------------------------------------------------------- | ---------------------- | ------------------- | ----------------- | ----------------- |
| Dal 1972 al 2002 la competizione è denominata Coppa delle Coppe |                        |                     |                   |                   |
| 1972-73 Dettagli                                                | -                      | CSKA Mosca          | CSKA Sofia        | Penicilina Iași   |
| 1973-74 Dettagli                                                | -                      | CSKA Mosca          | Rudá Hvězda Praha | Dinamo Bucarest   |
| 1974-75 Dettagli                                                | -                      | Schweriner          | CSKA Mosca        | Slávia Bratislava |
| 1975-76 Dettagli                                                | -                      | Slávia Bratislava   | CSKA Sofia        | Münster           |
| 1976-77 Dettagli                                                | -                      | Iskra Vorošilovgrad | Újpest            | CSKA Sofia        |
| 1977-78 Dettagli                                                | -                      | Dynamo Berlino      | Královo Pole      | Schwerte          |
| 1978-79 Dettagli                                                | -                      | Rudá Hvězda Praha   | Schweriner        | Start Łódź        |
| 1979-80 Dettagli                                                | -                      | Vasas Izzó          | Münster           | Nike              |
| 1980-81 Dettagli                                                | -                      | Vasas Izzó          | TTU               | CSKA Sofia        |
| 1981-82 Dettagli                                                | -                      | CSKA Sofia          | Dinamo Mosca      | Slávia Bratislava |
| 1982-83 Dettagli                                                | -                      | Medin               | Rudá Hvězda Praha | Reggio Emilia     |
| 1983-84 Dettagli                                                | -                      | Dynamo Berlino      | Reggio Emilia     | Rudá Hvězda Praha |
| 1984-85 Dettagli                                                | -                      | Dynamo Berlino      | Uraločka          | Akademik Sofia    |
| 1985-86 Dettagli                                                | -                      | Uraločka            | Lohhof            | Újpest            |
| 1986-87 Dettagli                                                | -                      | Kommunalnik Minsk   | Reggio Emilia     | CJD Feuerbach     |
| 1987-88 Dettagli                                                | -                      | CSKA Mosca          | Modena            | Schweriner        |
| 1988-89 Dettagli                                                | -                      | ADK                 | Schweriner        | CSKA Mosca        |
| 1989-90 Dettagli                                                | -                      | ADK                 | Reggio Emilia     | Schweriner        |
| 1990-91 Dettagli                                                | -                      | ADK                 | CSKA Sofia        | Lohhof            |
| 1991-92 Dettagli                                                | -                      | Münster             | Sirio Perugia     | Schweriner        |
| 1992-93 Dettagli                                                | -                      | CJD Berlin          | Neftçi            | Sirio Perugia     |
| 1993-94 Dettagli                                                | -                      | Brogliaccio         | Villebon          | Chemik Police     |
| 1994-95 Dettagli                                                | -                      | Modena              | Münster           | Villebon          |
| 1995-96 Dettagli                                                | -                      | Modena              | Riom              | CSKA Mosca        |
| 1996-97 Dettagli                                                | -                      | Modena              | Riom              | CSKA Mosca        |
| 1997-98 Dettagli                                                | -                      | CSKA Mosca          | RC Cannes         | Modena            |
| 1998-99 Dettagli                                                | -                      | Eczacıbaşı          | Reggio Emilia     | Vrilīssiōn        |
| 1999-00 Dettagli                                                | Perugia                | Sirio Perugia       | Panathīnaïkos     | Enka              |
| Dal 2000 al 2007 la competizione è denominata Top Teams Cup     |                        |                     |                   |                   |
| 2000-01 Dettagli                                                | Vienna                 | Asteríx Kieldrecht  | Schwechat Sokol   | Dynamo-Dženestra  |
| 2001-02 Dettagli                                                | Baku                   | Azərreyl            | Jedinstvo Užice   | Pałac Bydgoszcz   |
| 2002-03 Dettagli                                                | Berna                  | Villebon            | Köniz             | Datovoc Tongeren  |
| 2003-04 Dettagli                                                | Bursa                  | VakıfBank GS        | Ulm               | Datovoc Tongeren  |
| 2004-05 Dettagli                                                | Torino                 | Chieri              | Bayer Leverkusen  | Eczacıbaşı        |
| 2005-06 Dettagli                                                | Mosca                  | Asystel             | Dinamo Mosca      | Longa'59          |
| 2006-07 Dettagli                                                | Munster                | CAV Murcia          | CSKA Mosca        | Schweriner        |
| Dal 2007 la competizione è denominata Coppa CEV                 |                        |                     |                   |                   |
| 2007-08 Dettagli                                                | Belgrado               | Robursport Pesaro   | Le Cannet         | Stella Rossa      |
| 2008-09 Dettagli                                                | Novara                 | Asystel             | Uraločka          | Fenerbahçe        |
| 2009-10 Dettagli                                                | Baku                   | Busto Arsizio       | Stella Rossa      | Rabitə Baku       |
| 2010-11 Dettagli                                                | Krasnodar Urbino       | Robur Tiboni Urbino | Dinamo Krasnodar  | -                 |
| 2011-12 Dettagli                                                | Istanbul Busto Arsizio | Busto Arsizio       | Galatasaray       | -                 |
| 2012-13 Dettagli                                                | Muszyna Istanbul       | Muszyna             | Fenerbahçe        | -                 |
| 2013-14 Dettagli                                                | Ekaterinburg Istanbul  | Fenerbahçe          | Uraločka          | -                 |
| 2014-15 Dettagli                                                | Krasnodar Sopot        | Dinamo Krasnodar    | Atom Trefl Sopot  | -                 |
| 2015-16 Dettagli                                                | Istanbul Krasnodar     | Dinamo Krasnodar    | Galatasaray       | -                 |
| 2016-17 Dettagli                                                | Busto Arsizio Kazan'   | Dinamo-Kazan        | Busto Arsizio     | -                 |
| 2017-18 Dettagli                                                | Minsk Istanbul         | Eczacıbaşı          | Minčanka          | -                 |
| 2018-19 Dettagli                                                | Sibiu Busto Arsizio    | UYBA                | Alba-Blaj         | -                 |
| 2019-20 Dettagli                                                | Non assegnata          | Non assegnata       | Non assegnata     | Non assegnata     |
| 2020-21 Dettagli                                                | Monza Istanbul         | Pro Victoria        | Galatasaray       | -                 |
| 2021-22 Dettagli                                                | Istanbul Stoccarda     | Eczacıbaşı          | MTV Stoccarda     | -                 |
| 2022-23 Dettagli                                                | Târgu Mureș Firenze    | Savino Del Bene     | Alba-Blaj         | -                 |
| 2023-24 Dettagli                                                | Neuchâtel Torino       | Chieri '76          | Neuchâtel         | -                 |
| 2024-25 Dettagli                                                | Novara Blaj            | AGIL                | Alba-Blaj         | -                 |

## Palmarès per club
| Squadra             | Titolo | Edizione                           |
| ------------------- | ------ | ---------------------------------- |
| CSKA Mosca          | 4      | 1972-73, 1973-74, 1987-88, 1997-98 |
| Dynamo Berlino      | 3      | 1977-78, 1983-84, 1984-85          |
| ADK                 | 3      | 1988-89, 1989-90, 1990-91          |
| Modena              | 3      | 1994-95, 1995-96, 1996-97          |
| Eczacıbaşı          | 3      | 1998-99, 2017-18, 2021-22          |
| UYBA                | 3      | 2009-10, 2011-12, 2018-19          |
| Vasas Izzó          | 2      | 1979-80, 1980-81                   |
| Asystel             | 2      | 2005-06, 2008-09                   |
| Dinamo Krasnodar    | 2      | 2014-15, 2015-16                   |
| Schweriner          | 1      | 1974-75                            |
| Slávia Bratislava   | 1      | 1975-76                            |
| Iskra Vorošilovgrad | 1      | 1976-77                            |
| Olymp Praha         | 1      | 1978-79                            |
| CSKA Sofia          | 1      | 1981-82                            |
| Džynestra           | 1      | 1982-83                            |
| Uraločka            | 1      | 1985-86                            |
| Kommunalnik Minsk   | 1      | 1986-87                            |
| Münster             | 1      | 1991-92                            |
| Cats Berlin         | 1      | 1992-93                            |
| Brogliaccio         | 1      | 1993-94                            |
| Sirio Perugia       | 1      | 1999-00                            |
| Asterix Avo         | 1      | 2000-01                            |
| Azərreyl            | 1      | 2001-02                            |
| Villebon            | 1      | 2002-03                            |
| VakıfBank GS        | 1      | 2003-04                            |
| Chieri Torino       | 1      | 2004-05                            |
| CAV Murcia          | 1      | 2006-07                            |
| Robursport Pesaro   | 1      | 2007-08                            |
| Robur Tiboni Urbino | 1      | 2010-11                            |
| Muszyna             | 1      | 2012-13                            |
| Fenerbahçe          | 1      | 2013-14                            |
| Dinamo-Ak Bars      | 1      | 2016-17                            |
| Pro Victoria        | 1      | 2020-21                            |
| Savino Del Bene     | 1      | 2022-23                            |
| Chieri '76          | 1      | 2023-24                            |
| AGIL                | 1      | 2024-25                            |

## Palmarès per nazioni
| Nazione          | Titolo |
| ---------------- | ------ |
| Italia           | 17     |
| Unione Sovietica | 10     |
| Turchia          | 5      |
| Germania Est     | 4      |
| Russia           | 4      |
| Cecoslovacchia   | 2      |
| Germania         | 2      |
| Ungheria         | 2      |
| Azerbaigian      | 1      |
| Belgio           | 1      |
| Bulgaria         | 1      |
| Francia          | 1      |
| Polonia          | 1      |
| Spagna           | 1      |